# Ål (gemeente)
Ål is een gemeente in de Noorse provincie Buskerud. De gemeente telde 4719 inwoners in januari 2017.

## Plaatsen in de gemeente
- Ål (plaats)
- Kråkhamar
- Kvindegardslii
- Leveld
- Liagardane
- Oppheimsbygde
- Torpo
- Vass

Ål · Drammen · Flå · Flesberg · Gol · Hemsedal · Hol · Hole · Kongsberg · Krødsherad · Lier · Modum · Nesbyen · Nore og Uvdal · Øvre Eiker · Ringerike · Rollag · Sigdal

Voormalige gemeente: Hurum · Nedre Eiker · Røyken